# Salawat (Stadt)
Salawat (russisch Салава́т [sʌlʌvʌt], baschkirisch Салауат) ist eine Großstadt mit 156.095 Einwohnern (Stand 14. Oktober 2010) in der Republik Baschkortostan (Russland).

## Geographie
Salawat befindet sich im Osten des europäischen Teils Russlands und im westlichen Teil des Süd-Urals, am linken Ufer des Flusses Belaja und rund 180 km südlich der Republikhauptstadt Ufa. Die nächstgelegene Stadt ist Ischimbai, 11 km nordöstlich von Salawat.

## Geschichte
Salawat wurde im Jahre 1948 als Siedlung beim Bau eines neuen Erdölverarbeitungs- und Chemiekombinats gegründet, bei dem unter anderem auch Strafgefangene eingesetzt wurden. Im Jahre 1954 bekam der Ort seinen offiziellen Status als Stadt. Der Name Salawat wurde zu Ehren des baschkirischen Nationalhelden Salawat Julajew gewählt. In der oberen rechten Ecke des Stadtwappens ist ein Gasometer dargestellt, was die starke Ausrichtung der Stadt auf die Verarbeitung fossiler Rohstoffe symbolisieren soll.

### Bevölkerungsentwicklung
| Jahr | Einwohner |
| ---- | --------- |
| 1959 | 60.667    |
| 1970 | 113.932   |
| 1979 | 137.237   |
| 1989 | 149.627   |
| 2002 | 158.600   |
| 2010 | 156.095   |

Anmerkung: Volkszählungsdaten 

## Wirtschaft und Verkehr
Heute ist die Stadt ein wichtiges Zentrum der chemischen Industrie. Das ehemalige Chemiekombinat, heute bekannt als Salawatnefteorgsintes, ist hier der wichtigste Betrieb. Er gehört teilweise dem Gazprom-Konzern und spezialisiert sich auf die Herstellung von Treibstoffen und anderen Endprodukten der Ölindustrie. Über ein Pipelinenetz ist die Produktionsstätte des Betriebes mit mehreren Öl- und Gasfeldern Baschkortostans und der Oblast Orenburg verbunden. Daneben gibt es in der Stadt Metallverarbeitungs- und Glasindustrie, außerdem kleinere Textilfabriken.
Salawat liegt an der Fernstraße R240 von Ufa über Sterlitamak nach Orenburg sowie an der parallelen Bahnstrecke, an der es über einen Bahnhof verfügt. Innerhalb der Stadt ist seit 1957 ein eigenständiges Straßenbahnnetz in Betrieb.

## Söhne und Töchter der Stadt
- Iwan Chlynzew (* 1981), Eishockeyspieler
- Emil Saifutdinow (* 1989), Speedwayfahrer